# Coptobasis fraterna
Coptobasis fraterna is een vlinder uit de familie van de grasmotten (Crambidae). De wetenschappelijke naam van deze soort is voor het eerst voorgesteld door Frederic Moore in een publicatie uit 1885.
De soort komt voor in Sri Lanka.